# Eupithecia apta
Eupithecia apta es una especie de polilla de la familia Geometridae. La especie fue descrita por primera vez por (Mironov y Galsworthy habiendo sido descrita en 2004, con distribución en la China del Suroeste, especialmente descrita en la provincia de Yunnan. Es una polilla de color marrón pálido o amarillento y una gran mancha disacal negra con una envergadura es de unos 17,5 milímetros (0,7 plg).